# القوة القاهرة (فلم 1921)
القوة القاهرة (بالإنجليزية: The Conquering Power) فيلم رومانسي أمريكي صامت، عرض عام 1921 من إخراج ريكس انجرام وبطولة رودلف فالنتينو.

## روابط خارجية
- القوة القاهرة على موقع IMDb (الإنجليزية)
- القوة القاهرة على موقع Turner Classic Movies (الإنجليزية)
- القوة القاهرة على موقع فيلمافينيتي (الإسبانية)
- القوة القاهرة على موقع قاعدة بيانات الفيلم (الإنجليزية)
- القوة القاهرة على موقع ليتربوكسد (الإنجليزية)
- القوة القاهرة على موقع كينوبويسك (الروسية)